# Chesterfield (Virginia)
Chesterfield település az Amerikai Egyesült Államok Virginia államában, Chesterfield megyében, melynek megyeszékhelye is. Lakosainak száma 3558 fő (2000).

## Népesség
A település népességének változása:

| 2000 | 3 558 |